# Tania Regina
Tânia Regina Costa da Silva – brazylijska zapaśniczka. Zajęła ósme miejsce na mistrzostwach panamerykańskich w 2009. Trzecia na mistrzostwach Ameryki Południowej w 2009 i 2011 roku.